# Distrikt Chaccho
Der Distrikt Chaccho liegt in der Provinz Antonio Raymondi in der Region Ancash in West-Peru. Der Distrikt wurde am 26. Oktober 1964 gegründet. Er besitzt eine Fläche von 72 km². Beim Zensus 2017 wurden 1433 Einwohner gezählt. Im Jahr 1993 lag die Einwohnerzahl bei 2439, im Jahr 2007 bei 1927. Die Distriktverwaltung befindet sich in der 3329 m hoch gelegenen Ortschaft Chaccho mit 462 Einwohnern (Stand 2017). Chaccho befindet sich 6,5 km nordwestlich der Provinzhauptstadt Llamellín.

## Geographische Lage
Der Distrikt Chaccho liegt im Norden der Provinz Antonio Raymondi. Der Distrikt erstreckt sich entlang dem linken Flussufer des in Richtung Westnordwest strömenden Río Marañón.
Der Distrikt Chaccho grenzt im Südwesten an den Distrikt Mirgas, im Nordwesten an den Distrikt San Nicolás (Provinz Carlos Fermín Fitzcarrald), im Norden an den Distrikt Pinra (Provinz Huacaybamba) sowie im Osten an den Distrikt Llamellín.